# Neoplocaederus ferrugineus
Neoplocaederus ferrugineus (лат.) — вид жуков-усачей из подсемейства собственно усачей. Распространён Индии и Шри-Ланке. Кормовыми растениями личинок являются кешью, бомбакс капоковый, Lannea coromandelica, Hardwickia binata, Diospyros malabarica, Buchanania lanzan и Boswellia serrata.